# Fornemmelse for mord
Fornemmelse for mord er en tv-serie, hvor clairvoyante bliver bedt om at fungere som kanaler for den åndelige verden for at hjælpe med at skaffe beviser, som kan være nyttige i at løse uopklarede mordsager, ved at kommunikere med de afdøde ofre.
Fornemmelse for mord blev oprindeligt er udviklet af Nordisk Film TV i 2002 og produceret i to sæsoner på Tv Danmark, rettighederne til programmet er solgt til USA, Canada, Sverige, Norge, Belgien, Holland, Australien, New Zealand og Ungarn.
I efteråret 2014 havde endnu en sæson Fornemmelse for mord premiere på Kanal 5, med Thomas Mygind som vært. I denne tredje sæson medvirkede deriblandt de clairvoyante Maya Fridan, Steen Kofoed & Tove Kofoed, som alle tre havde medvirket før. Ligeledes deltog også Rikke Rasmussen, der er kendt fra Familien fra Bryggen og Danmark ifølge Bubber, det unge medie Sebbastian Munk Lorantius, Jasper Søgård og Flemming Bille.